# NGC 1353
NGC 1353 is een balkspiraalstelsel in het sterrenbeeld Eridanus. Het hemelobject werd op 9 december 1784 ontdekt door de Duits-Britse astronoom William Herschel.

## Synoniemen
- PGC 13108
- ESO 548-31
- MCG -4-9-22
- UGCA 76
- IRAS03298-2059